# Classique héritage de la LNH 2022
Match précédent Match suivant
L'édition 2022 est la sixième édition de la Classique héritage de la LNH, en anglais : 2022 NHL Heritage Classic, une partie annuelle de hockey sur glace disputée à l’extérieur en Amérique du Nord. La partie, initialement prévue le 16 septembre 2021, est reportée en raison des conséquences de la pandémie de Covid-19. Il a finalement lieu le 13 mars 2022 et est remporté par les Sabres de Buffalo face aux Maple Leafs de Toronto sur le score de 5 à 2.

## Contexte
L'évènement a lieu au Tim Hortons Field, car il est situé à mi--chemin entre les Buffalo et Toronto. Pour les deux équipes, il s'agit d'une première participation à une Classique Héritage. Les Sabres deviennent également la première équipe non canadienne à y prendre part.

## Affluence
26 119 personnes assistent à ce match, il s'agit de la plus faible affluence à un match extérieur de la LNH.

## Divertissement
Avant le match, les hymnes nationaux sont interprété par la chanteuse de Country pop Lindsay Ell. Lors de la première pause, Alessia Cara donne un concert et lors de la seconde pause, l'Équipe du Canada féminine de hockey sur glace est honorée pour sa médaille d'or lors des Jeux olympiques d'hiver de 2022.

## Effectifs
| No | Nationalité | Joueur             | Position       |
| -- | ----------- | ------------------ | -------------- |
| 3  | États-Unis  | Justin Holl        | Défenseur      |
| 15 | Canada      | Alexander Kerfoot  | Centre         |
| 16 | Canada      | Mitchell Marner    | Ailier droit   |
| 19 | Canada      | Jason Spezza       | Centre         |
| 24 | Canada      | Wayne Simmonds     | Ailier droit   |
| 25 | Tchéquie    | Ondřej Kaše        | Ailier droit   |
| 34 | États-Unis  | Auston Matthews    | Centre         |
| 35 | Tchéquie    | Petr Mrázek        | Gardien de but |
| 37 | Suède       | Timothy Liljegren  | Défenseur      |
| 38 | Suède       | Rasmus Sandin      | Défenseur      |
| 44 | Canada      | Morgan Rielly      | Défenseur      |
| 46 | Russie      | Ilia Lioubouchkine | Défenseur      |
| 47 | Suède       | Pierre Engvall     | Ailier gauche  |
| 50 | Suède       | Erik Källgren      | Gardien de but |
| 58 | Canada      | Michael Bunting    | Ailier gauche  |
| 64 | Tchéquie    | David Kämpf        | Centre         |
| 65 | Russie      | Ilia Mikheïev      | Ailier droit   |
| 78 | Canada      | T. J. Brodie       | Défenseur      |
| 88 | Suède       | William Nylander   | Ailier droit   |
| 91 | Canada      | John Tavares       | Centre         |

| No | Nationalité | Joueur             | Position       |
| -- | ----------- | ------------------ | -------------- |
| 8  | Suède       | Robert Hägg        | Défenseur      |
| 10 | Finlande    | Henri Jokiharju    | Défenseur      |
| 13 | Canada      | Mark Pysyk         | Défenseur      |
| 15 | États-Unis  | John Hayden        | Centre         |
| 19 | Canada      | Peyton Krebs       | Centre         |
| 20 | Canada      | Cody Eakin         | Centre         |
| 21 | États-Unis  | Kyle Okposo        | Ailier droit   |
| 23 | États-Unis  | Mattias Samuelsson | Défenseur      |
| 24 | Canada      | Dylan Cozens       | Centre         |
| 26 | Suède       | Rasmus Dahlin      | Défenseur      |
| 29 | États-Unis  | Vinnie Hinostroza  | Centre         |
| 31 | Canada      | Dustin Tokarski    | Gardien de but |
| 37 | États-Unis  | Casey Mittelstadt  | Centre         |
| 41 | États-Unis  | Craig Anderson     | Gardien de but |
| 53 | Canada      | Jeff Skinner       | Ailier gauche  |
| 71 | Suède       | Victor Olofsson    | Ailier gauche  |
| 72 | États-Unis  | Tage Thompson      | Ailier droit   |
| 74 | Suède       | Rasmus Asplund     | Centre         |
| 78 | Canada      | Jacob Bryson       | Défenseur      |
| 89 | États-Unis  | Alex Tuch          | Ailier droit   |

## Feuille de match
| 13 mars 2022 | Toronto | 2-5 (0-0, 2-2, 0-3) | Buffalo | Tim Hortons Field 26 119 spectateurs |

| Feuille de match | Feuille de match                                                                    | Feuille de match            | Feuille de match | Feuille de match                               |
| ---------------- | ----------------------------------------------------------------------------------- | --------------------------- | --- | ---------------------------------------------- |
|                  | Kaše (Nylander, Tavares) — 20 min 40 s - Matthews (Kerfoot, Brodie) — 22 min 57 s - | 1-0 1-1 2-1 2-2 2-3 2-4 2-5 | - Krebs (Hinostroza, Hägg) — 21 min 22 s - Hinostroza (Thompson, Samuelsson) — 30 min 53 s Hinostroza — 45 min 16 s Krebs (Cozens, Okposo) — 53 min 49 s Thompson — 57 min 35 s | Arbitrage : Sutherland, Luxmore Berg, Shewchyk |
| Petr Mrázek      | Gardiens                                                                            | Craig Anderson              | | Arbitrage : Sutherland, Luxmore Berg, Shewchyk |
| 32 min           | Pénalités                                                                           | 30 min                      | | Arbitrage : Sutherland, Luxmore Berg, Shewchyk |
| 36               | Tirs                                                                                | 38                          | | Arbitrage : Sutherland, Luxmore Berg, Shewchyk |